# 장도 (하동군)
장도(長島)는 경상남도 하동군 금남면에 있는 섬이다. 특정도서로 지정하여 관리되고 있다.

## 특정도서
장도는 소애, 파식대 등 경관이 수려하고, 염생식물이 풍부하며, 거머리말 군락지 및 해조류가 다양하여 독도 등 도서지역의 생태계보전에 관한 특별법에 의거 특정도서로 지정되었다.
- 지정번호 : 제84호
- 면적 : 17,369m2
- 지번 : 경상남도 하동군 금남면 대도리 207